# January Zubrzycki

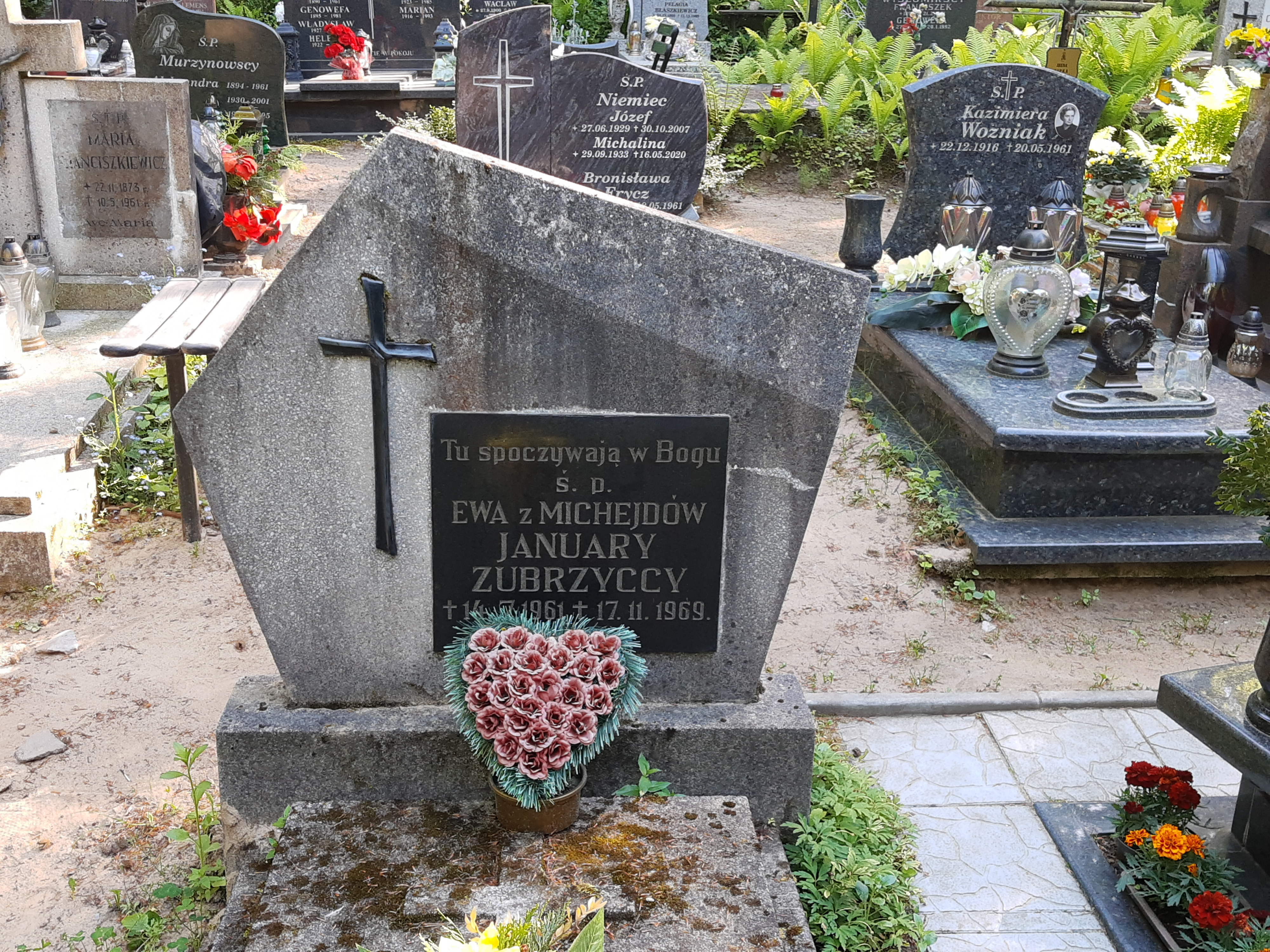
Grób prof. Januarego Zubrzyckiego na cmentarzu Witomińskim

January Zubrzycki (ur. 19 listopada 1885 w Starej Wsi k. Limanowej, zm. 17 listopada 1969) – polski lekarz, profesor nauk medycznych, nauczyciel akademicki Uniwersytetu Jagiellońskiego i innych uczelni, współtwórca Akademii Lekarskiej w Szczecinie, specjalista w zakresie ginekologii.

## Życiorys
Syn Walerego i Franciszki z domu Müller. Edukację podstawową odbył w Limanowej, maturę zdał w Tarnowie. W 1909 ukończył studia lekarskie na Uniwersytecie Jagiellońskim. Został asystentem Kliniki Ginekologicznej Uniwersytetu Jagiellońskiego u profesora Aleksandra Rosnera. Uzyskał habilitację. Był współpracownikiem Antoniego Izydora Marsa. Został zatrudniony jako asystent w klinice chorób kobiecych we Lwowie. Uzupełniał wykształcenie w Wiedniu i Berlinie. W 1931 objął stanowisko kierownika Kliniki Ginekologicznej Uniwersytetu Jagiellońskiego.
W listopadzie 1939 został aresztowany jako profesor UJ przez okupantów niemieckich w ramach Sonderaktion Krakau. Był więziony w więzieniu na Montelupich, w koszarach na ulicy Mazowieckiej i we Wrocławiu. Osadzono go w niemieckim obozie koncentracyjnym Sachsenhausen. Został zwolniony 8 lutego 1940. Po powrocie do Krakowa uczestniczył w tajnym nauczaniu.
Po zakończeniu II wojny światowej przeprowadził się do Lublina. Był tam współzałożycielem i kierownikiem pierwszej Kliniki Ginekologiczno-Położniczej. W 1948 został współzałożycielem Akademii Lekarskiej w Szczecinie i kierownikiem jej Kliniki Ginekologiczno-Położniczej. Został profesorem.
W 1952 objął stanowisko kierownika Kliniki Ginekologicznej Akademii Medycznej w Gdańsku. Po przejściu na emeryturę był ordynatorem Oddziału Ginekologicznego Szpitala Miejskiego im. Brudzińskiego w Gdyni.
Zmarł 17 listopada 1969. Został pochowany na cmentarzu Witomińskim w Gdyni (kwatera 72-9-22).